# Margaret Thatcher
Margaret Hilda Thatcher, baronica Thatcher, LG, OM, PC, FRS, britanska konzervativna političarka, * 13. oktober 1925, Grantham, Lincolnshire; † 8. april 2013, London.
Thacherjeva je bila predsednica vlade Združenega kraljestva med letoma 1979 in 1990. Med predsedniki britanske vlade v 20. stoletju ima najdaljši službeni staž in bila je prva ženska na tem položaju.

## Družina, študij, poklic
Rojena je bila 13. oktobra 1925 kot druga hči v zakonu Alfreda in Beatrice Ethel Roberts.  Živeli so v majhnem  mestecu Grantham (Lincolnshire), na vzhodu Anglije. Oče je bil trgovec, župan in laični metodistični pridigar, mati izučena šivilja. Družina je imela trgovino z mešanim blagom v hiši, v kateri so živeli. Starša sta bila stroga metodista, kar je vplivalo na družinsko življenje, polno strogih pravil, trdega dela, le malo smisla za humor idr. Margaret je obiskovala javno osnovno šolo in nato mestno dekliško gimnazijo. S sestro Muriel sta po opravljenih šolskih nalogah še pomagali v trgovini. Margaret je bila zelo pridna in ambiciozna učenka, odlična govornica, vendar nepriljubljena. Vedno je bila brezhibno urejena, nikoli ni nosila hlač, ampak že od otroštva po meri narejene oblekice. Prava »perfektna lady«.
Oče, politično aktiven v konservativni stranki, je bil v mestu izjemno spoštovana osebnost in je imel na Margaret velik vpliv. Očitno so se mu pri njej uresničile njegove neizpolnjene akademske ambicije. Margaret se je leta 1943 odločila za študij kemije na priznanem kolidžu Somerville College, Oxford - to pa v tistih časih ni bilo enostavno. Naučiti se je morala latinščine, kar ji je uspelo po nekajmesečnem obiskovanju nadur na deški gimnaziji. Ker ni dobila štipendije, ji je stroške  študija plačal oče.
Na Oxfordu je bila njena mentorica Dorothy Hodgkin, pionirka rentgenske kristalografije, ki je za to delo dobila leta 1964 Nobelovo nagrado. Vendar pa je Margaret bolj kot kemija zanimala politika. Tekom študija je bila izbrana za predsednico študentskega združenja konservativcev na oxfordski univerzi.
23-letna Margaret se je po končanem študiju zaposlila kot raziskovalni kemik v podjetju BX Plastics v mestu Colchester (Essex), kjer je ostala tri leta. Vzpostavila je stike s tamkajšnjo konservativno stranko in kmalu sodelovala na lokalnih volitvah v Dartfordu leta 1950 in leta 1951. Bila je do takrat najmlajša in edina kandidatka na splošnih volitvah v Združenem kraljestvu. Obakrat je sicer izgubila, a je v Dartfordu spoznala svojega bodočega moža Denisa Thatchera. Denis je bil poslovnež in milijonar, ki je vodil družinsko podjetje. Poročila sta se 13. decembra  1951 v Londonu in si tam ustvarila dom (Chelsea). Denis se je vozil na delo v Erith in se vračal pozno zvečer. Margaret gospodinjstvo ni veselilo, želela si je nadaljnjega izobraževanja in se vpisala na triletni študij prava. 15. avgusta 1953 je rodila dvojčka - sina Marka in hči Carol ter decembra istega leta zaključila študij. Štiri leta je delala kot odvetnica, specializirana za davčno zakonodajo. Politike ni nikoli zapustila. Ko je postala predsednica vlade, so prodali stanovanje v Londonu in kupili hišo v gregorijanskem stilu v Dulwichu.
Ker sta bila oba starša osredotočena na kariero, je za otroke skrbela varuška (Abby), kasneje sta šla v internat. Mirna in nevsiljiva podpora moža Denisa je Margaret pomagala premagovati vse težke trenutke v zasebnem in poklicnem življenju. Z razumevanjem je gledal tudi na nočna prebiranja delovnega gradiva, ki si ga je kot premierka vsak dan prinašala v usnjenih kovčkih (red cabinet boxes) na domači kavč. Prav tako je mirno prenašal ženina nočna tavanja po rezidenci in preučevanja likov oz. portretov njenih 50-ih predhodnikov.

## Začetek politične kariere
Leta 1959 je bila Thatcherjeva izvoljena v spodnji dom britanskega parlamenta kot kandidatka konservativne stranke v severnolondonskem okrožju Finchley, mestna četrt Barnet. Zagnana mlada parlamentarka se je hitro uveljavila z delavnostjo, brezkompromisnimi stališči - podprtimi z močnimi argumenti in številkami ter prepričljivimi govori. Ostati hladnokrven je bilo eno prvih spoznanj v politiki. Ni si pridobila naklonjenosti, zato pa spoštovanje.
Ko so se konservativci (torijci) vrnili na oblast in je postal predsednik vlade Edward Heath (1970-1974), je v njegovem kabinetu zasedla mesto ministrice za izobraževanje in znanost. Imela je težak mandat. V tej vlogi je postala tudi znana kot »zmikavtka mleka« (Milk Snatcher), ker je ukinila zastonj obrok mleka v osnovnih šolah. V sedemdesetih letih je Združeno kraljestvo zajel val študentskega radikalizma. Na protestih, kjer se je pojavila, so jo izžvižgali. Opozicija je izkoristila vsako priliko za kritiziranje in izpodbijanje njene sposobnosti reševanja težav. Celotna politična scena in družbeno razpoloženje v Veliki Britaniji so se nagibali v levo, kar ni bilo v prid konservativni stranki. Tako so na volitvah leta 1974 izgubili oblast.
Po tem porazu so v stranki spoznali, da so potrebne nujne spremembe znotraj njih samih. 11. februarja 1975 je bila Margaret Thatcher po volilni bitki v drugem krogu izbrana za predsednico stranke nasproti uveljavljenemu Edvardu Heathu. Postala je prva predsednica stranke in prvi ženski vodja opozicije. 
Tudi njej sami ljubi vzdevek »železna lady« (Iron Lady) je dobila leta 1976 ob komentarju Radia Moskva, potem, ko je v nekem nagovoru ostro napadla »boljševistično Sovjetsko zvezo« .

## Britanska predsednica vlade
Po štiriletnem vladanju laburistov ter premiera Jamesa Callaghana je na splošnih volitvah 3. maja 1979 ponovno zmagala konservativna stranka. Thatcherjeva tako postane prva predsednica vlade Združenega kraljestva. Na tem položaju je bila od 4. maja 1979 do 28. novembra 1990, saj je uspeh ponovila na volitvah 1983 in 1987. To je najdaljši mandat predsednika vlade Združenega kraljestva od leta 1827.

### Gospodarstvo
Takoj je sprejela nujne in boleče reze, saj so bile težave, s katerimi se je soočala, velike. Število nezaposlenih se je hitro povečevalo, inflacija je rastla, propadel je velik del predelovalne industrije, državni proračun je bil v minusu.
Z odločnimi ukrepi je posegla v zastarelo in neproduktivno britansko proizvodnjo in jo poskušala napraviti konkurenčno. Sledili so si rigorozni ukrepi odpuščanja delavcev in ukinjanje državnih subvencij. To je povzročilo rekordno brezposelnost tri milijone v letu 1983! V zgodovino bo zagotovo odšla kot premierka, ki je v sporu z rudarji v letih 1984-85 neusmiljeno obračunala s sindikati in zlomila njihovo politično moč, da si še do danes niso opomogli. Privatizirala je državna podjetja kot British Telecom, British Petroleum(BP), British Airways, druga elektroenergetska podjetja in javni transport.  Zmanjševala je državni proračun za socialno politiko, izobraževanje in varstvo okolja. Poleg tega so že leta 1980 sprejeli moratorij na vse vojaške pogodbe. Goriva je bilo tako malo, da vojaške ladje tudi po več mesecev niso izplule iz pristanišč. Vse v imenu vitke države.  
Že pomladi leta 1981 je britansko gospodarstvo začelo počasi okrevati. S pomočjo teh ukrepov ji je uspelo sanirati britansko industrijo in jo narediti spet konkurenčno. Po raziskavah Gallupa o priljubljenosti britanskih premierov pa je bila na zadnjem mestu, sledil ji je Neville Chamberlain, premier, ki jih je povedel v 2. svetovno vojno.
To je bil t. i. thatcherizem. Navdihoval jo je Milton Friedman, ustanovitelj čikaške šole monetarizma.

### Falklandska vojna
Nenadoma, v aprilu 1982, so se pojavile težave na zunanjepolitičnem področju. Argentinska vojska je zavzela Falklande, britansko otočje ob argentinski meji, ki je od leta 1833 pod britansko upravo. Thatcherjeva je prosila ameriškega predsednika Ronalda Reagana za posredovanje pri pogajanjih z Argentino in obenem sprožila močno diplomatsko ofenzivo ter uspela s podporo v Evropski skupnosti in OZN. 19. aprila je propadla misija generala Alexandra Haiga, upokojenega poveljnika NATA - zdaj državnega sekretarja ZDA, ki je v vlogi mediatorja v 12 dneh prepotoval 35.000 km. Generalni sekretar OZN Perez de Cuellar je pripravil mirovni načrt, a so ga Argentinci zavrnili. Thatcherjeva ni več oklevala – poslala je britansko vojsko, da vzpostavi nadzor na otočju, ki ima poleg zgodovinskih še dolgoročno strateški pomen, saj si Velika Britanija in Argentina lastita dele Antarktike. Ta bo morda sčasoma postala zadnje še neizkoriščeno nahajališče nafte in mineralov. Argentinska vojska je bila zelo dobra, vendar so bili britanski poklicni vojaki mnogo boljši. Ne v oborožitvi in oskrbi, ampak v izurjenosti, zaupanju in profesionalnem odnosu. Pomagali so jim verjetno tudi obveščevalni podatki prijateljske države Čile, dolgoletnega nasprotnika Argentine. Junija istega leta (1982) je bila vojna končana in otočje spet pod britansko oblastjo.
Thatcherjevo je tako "rešila" falklandska vojna, ki je premierki utrdila vzdevek "železne lady" in ji tudi dala spodbudo za odločnejše nastopanje v mednarodni areni, ki je Britance tudi poenotila, Thatcherjevi pa najverjetneje tudi prinesla zmago na naslednjih volitvah.

### Mednarodne zadeve
Znana je bila po odličnih odnosih z ameriškim predsednikom Ronaldom Reaganom, ki jo je izjemno cenil in jo smatral za svojo najbližjo svetovalko.
Ko so se začela dogovarjanja o združitvi obeh Nemčij, je Margaret Thatcher temu ostro nasprotovala. Menila je, da bo združena Nemčija premočna za ostalo Evropo in bo oslabila Sovjetsko zvezo. Posledično si je prizadevala za okrepitev odnosov med ameriškim predsednikom Ronaldom Reaganom in sovjetskim voditeljem Mihailom Gorbačovom, pripravila pa je tudi srečanje obeh voditeljev. Dokumenti, ki jih je šele leta 2009 razkrilo britansko zunanje ministrstvo, potrjujejo, da je britansko premierko pri njenih skeptičnih pogledih o združeni Nemčiji, vneto podpiral francoski predsednik Francois Mitterrand, le da v svojih izjavah za javnost ni bil tako neposreden kot železna lady. A Thatcherjevi, ki je sicer spretno vplivala na evropske in svetovne voditelje, s svojimi previdnostnimi pozivi in ukrepi ni uspelo prepričati ostale politične elite.
Njeno vladavino je zaznamovala rast britanskega gospodarstva, zmanjšanje vloge države v ekonomiji, nasprotovanje Sovjetski zvezi, prizadevala si je povrniti slavo in vpliv Velike Britanije na mednarodnem prizorišču. Leta 1986 je komaj preživela hudo krizo zaradi afere  proizvajalca helikopterjev Westland (Westland Affair). Takrat je moral odstopiti obrambni minister Michael Heseltine, ki je premierko v odstopni izjavi blamiral. Umaknil se je v zadnje klopi parlamenta in jo ob vsaki priliki kritiziral. V zgodovinskem spominu bo ostala tudi zaradi podpisanega sporazuma s Kitajsko o vrnitvi nekdanje britanske kolonije Hongkong, gradnje Eurotunela pod Rokavskim prelivom brez državnega sofinanciranja, pomoči ZDA v vojni z Libijo  ...

### IRA
IRA ji je 12. oktobra 1984 v hotelu v Brightonu, kjer se je odvijal kongres konservativcev, podstavila bombo, ki pa je eksplodirala, ko prve dame države ni bilo v bližini. Bomba je ubila pet ljudi, Margaret pa je zahtevala, da se konferenca naslednji dan (na njen rojstni dan) odvije po načrtu.

### Maggie in kraljica
Kot vsak premier je tudi Margaret Thatcher hodila tedensko - vsak torek zgodaj zvečer - na avdienco h kraljici Elizabeti II. Britanski monarh je v skladu z ustavo politično nevtralen, a kraljica ima pravico, da se politični vrh z njo posvetuje. Teme njunih polurnih pogovorov o državnih zadevah so ostale tajne.

### Odstop
Otok je "zamajala" njena uvedba t. i. volilne in občinske takse. Zaradi svojega spornega davčnega predloga (poll tax) in antievropejstva je predvsem povzročila razdor v lastni stranki, kar je na koncu privedlo do njenega odstopa.  
Margaret Thatcher je leta 1990 naredila usodno napako, ko je nameravala odstaviti zunanjega ministra Geoffreyja Howeja, ki ni čakal na odstavitev, ampak je raje odstopil sam. V odstopni izjavi v parlamentu se je spremenil v Bruta, strupeno napadal železno lady, njen slog vladanja in njeno stališče do Evrope ter pozval ministrske kolege, naj jo napadejo tudi oni. Po znotrajstrankarskih prerivanjih je 28. novembra 1990 dala odpoved kot premier vlade in britanski javnosti s solzami v očeh sporočila to odločitev. Zapustila je Downing Street, po 11 in pol letih neprekinjenega vladanja jo je nasledil John Major.
Nadaljnji dve leti je bila še aktivna v politiki. Imela je glavno vlogo pri maastrichtskem uporu skupine 41 konservativnih poslancev leta 1993 proti lastni vladi Johna Majorja. Thatcherjeva je bila mnenja, da je maastrichtska pogodba EU "recept za nacionalni samomor". Zelo malo je manjkalo do glasovalnega poraza vlade, ki bi sprožil volitve, na katerih bi konservativci pogoreli, saj jih je podpiralo vsega 23 odstotkov Otočanov.
Avgusta 1992 je pozvala NATO, naj prepreči genocid v Goraždu in Sarajevu v vojni v BiH.

## Baronica Thatcher
Dokončno je zapustila aktivno politiko in se lotila pisanja knjig. Nekaj časa je še lahko bivala v njej tako ljubi podeželski rezidenci Chequers, kjer se je sprejemalo veliko zgodovinskih odločitev. Svoje spomine je opisala v dveh knjigah  - Pot do oblasti (The Path to Power) in Leta na Downing Streetu (The Downing Street Years), izdano v letu 1993.
Prejela je veliko domačih in mednarodnih priznanj, leta 1991 od predsednika ZDA Georga Busha najvišje ameriško civilno odlikovanje - medaljo svobode (The Presidential Medal of Freedom).
Leta 1992 ji je kraljica Elizabeta II. podelila naslov baronica Thatcher (Baronesse Thatcher of Kesteven), s čimer je postala članica zgornjega doma britanskega parlamenta, ki ga sestavljajo predstavniki plemstva in Angleške Cerkve.
V letih 1993 do 2000 je bila rektorica britanskega kolidža v ZDA (The College of William and Mary in Virginia), ustanovljenega po kraljevem ukazu leta 1693 (kralj Viljem III. Oranski). Od leta 1993 do 1998 je bila tudi rektorica edine zasebne britanske univerze (The University of Buckingham (UB)). 
V letu 2002 je izšla njena knjiga o mednarodnih odnosih po letu 1990 - Statecraft: Strategies for a Changing World, s katero je dvignila veliko prahu, saj se je zavzela za ponovna pogajanja o britanskem članstvu v EU.
Leta 2003 je umrl njen mož Denis, s katerim sta bila poročena 52 let. Zdravniki so ji zaradi slabega zdravstvenega stanja, doživela je niz blažjih kapi, odsvetovali javno nastopati.  Hčerka Carol pa je za javnost potrdila govorice, da počasi izgublja spomin. Vendar je 13. oktobra 2005 bučno proslavila svojih 80 let, zabave sta se udeležila kraljica Elizabeta II. in vojvoda Edinburški. Odpotovala je tudi v New York, kjer se je udeležila slovesnosti ob 5. obletnici terorističnih napadov.
Margaret Thatcher bo ostala zapisana kot ena najbolj kontroverznih politikov 20. stoletja  -  z enakim odstotkom tistih, ki so jo idealizirali kot onih, ki so ji nasprotovali. Nihče pa ne more oporekati dejstvu, da je pokazala več odločnosti kot katerikoli drugi politik njene generacije. V enem zadnjih javnih nastopov ob odkritju kipa v britanskem parlamentu (Palace of Westminister) februarja 2007 je hudomušno dejala: »Bolj bi mi bilo sicer všeč, če bi bil kip iz železa, a tudi bron je v redu - ne bo zarjavel!«
Za posledicami kapi je umrla 8. aprila 2013 v Londonu.